# Julian Green
Julian Wesley Green (* 6. Juni 1995 in Tampa, Florida) ist ein deutschamerikanischer Fußballspieler. Überwiegend in Oberbayern aufgewachsen und beim FC Bayern München ausgebildet, steht er seit 2017 bei der SpVgg Greuther Fürth unter Vertrag. Nachdem er im Juniorenbereich noch meist für Deutschland gespielt hatte, ist er seit 2014 US-amerikanischer A-Nationalspieler und nahm mit der Nationalmannschaft an der Weltmeisterschaft 2014 in Brasilien teil.

## Karriere

### Vereine

#### Jugend und erster Profivertrag
Green wurde als Sohn einer Deutschen und eines US-amerikanischen Militärangehörigen in Tampa im US-Bundesstaat Florida geboren. Im Alter von zwei Jahren kam er mit seiner Mutter und seinem älteren Bruder nach Deutschland. Er wuchs im oberbayerischen Miesbach auf, begann dort in den Jugendmannschaften des FC Miesbach und der SG Hausham mit dem Fußballspielen, bevor er 2009 in die Jugendabteilung des FC Bayern München wechselte.
Zur Saison 2013/14 rückte Green, der zu diesem Zeitpunkt noch in der A-Jugend (U19) hätte spielen können, in die zweite Mannschaft auf. Bei seinem Debüt am 17. Juli 2013 beim 4:2-Sieg bei den Würzburger Kickers erzielte er zwei Tore. In der viertklassigen Regionalliga Bayern wurde Green Stammspieler und empfahl sich mit drei weiteren Doppeltorerfolgen und einem Dreifachtorerfolg bis zum November für die Profimannschaft. Am 8. November 2013 erhielt er einen bis zum 30. Juni 2017 datierten Profivertrag. Am 27. November 2013 debütierte er in der ersten Mannschaft beim 3:1-Auswärtssieg im Champions-League-Spiel gegen ZSKA Moskau, als er in der 88. Spielminute für Mario Götze eingewechselt wurde.

#### Leihe zum Hamburger SV
Am 1. September 2014 wechselte Green bis zum Ende der Spielzeit 2014/15 auf Leihbasis zum Hamburger SV. Am 14. September 2014 debütierte er unter Mirko Slomka bei der 0:2-Niederlage im Auswärtsspiel gegen Hannover 96 eine Halbzeit lang in der Bundesliga, bevor er zur zweiten Halbzeit durch Artjoms Rudnevs ersetzt wurde. Unter dem neuen Trainer Josef Zinnbauer wurde Green im weiteren Verlauf der Hinrunde lediglich viermal eingewechselt und stand des Öfteren nicht im 18-Mann-Kader. Nachdem sich Green im Februar 2015 geweigert hatte, in der zweiten Mannschaft in der Regionalliga Nord zu spielen, soll ihm der Verein laut eigener Aussage eine Abmahnung vorgelegt haben. Am 7. März 2015 lief Green einmal in der zweiten Mannschaft auf. In der ersten Mannschaft kam er in der Rückrunde zu keinem Einsatz.

#### Rückkehr zum FC Bayern München
Nach seiner Rückkehr nach München sollte Green vorerst für die zweite Mannschaft in der Regionalliga Bayern spielen und auch am Training unter Trainer Heiko Vogel teilnehmen. Am 23. Oktober 2015 gelangen ihm erstmals im Seniorenbereich, beim 4:1-Sieg im Auswärtsspiel gegen den FC Augsburg II, drei Tore in einem Ligaspiel. Sein erstes Spiel bei den Profis unter Pep Guardiola seit seiner Rückkehr absolvierte Green am 9. Dezember 2015, als er beim 2:0-Auswärtssieg gegen Dinamo Zagreb am letzten Spieltag der Champions-League-Gruppenphase in der Startelf stand. Am Ende der Spielzeit wurde Green jeweils ohne Einsatz erstmals Deutscher Meister und DFB-Pokal-Sieger.
In der Vorbereitung auf die Saison 2016/17 erzielte Green unter dem neuen Trainer Carlo Ancelotti beim 4:1-Sieg gegen Inter Mailand im International Champions Cup drei Tore. In der ersten DFB-Pokal-Runde kam er beim 5:0-Sieg beim FC Carl Zeiss Jena erstmals seit Dezember 2015 wieder in einem Pflichtspiel zum Einsatz, als er in der 66. Spielminute für Franck Ribéry eingewechselt wurde. Nachdem Green in den folgenden Liga- und Champions-League-Spielen nicht zum Einsatz gekommen war, erzielte er beim 3:1-Sieg gegen den FC Augsburg in der zweiten Pokalrunde sein erstes Pflichtspieltor für die Profis.

#### Wechsel zum VfB Stuttgart
Zum 1. Januar 2017 wechselte Green zum VfB Stuttgart und unterzeichnete bei dem in der Vorsaison in die 2. Bundesliga abgestiegenen Verein einen bis zum 30. Juni 2019 datierten Vertrag. Am 6. Februar 2017 erzielte er mit dem Treffer zum 2:0-Endstand in der 20. Minute im Heimspiel gegen Fortuna Düsseldorf sein erstes Pflichtspieltor für den VfB. Am Ende der Saison 2016/17 kehrte er mit Stuttgart als Zweitligameister in die Bundesliga zurück.

#### SpVgg Greuther Fürth
Am 31. August 2017 verlieh der VfB Stuttgart Green bis zum Saisonende 2017/18 an die SpVgg Greuther Fürth. Zur Saison 2018/19 erwarb die SpVgg Greuther Fürth die Transferrechte an Green und stattete ihn mit einem Zweijahresvertrag aus.

### Nationalmannschaft

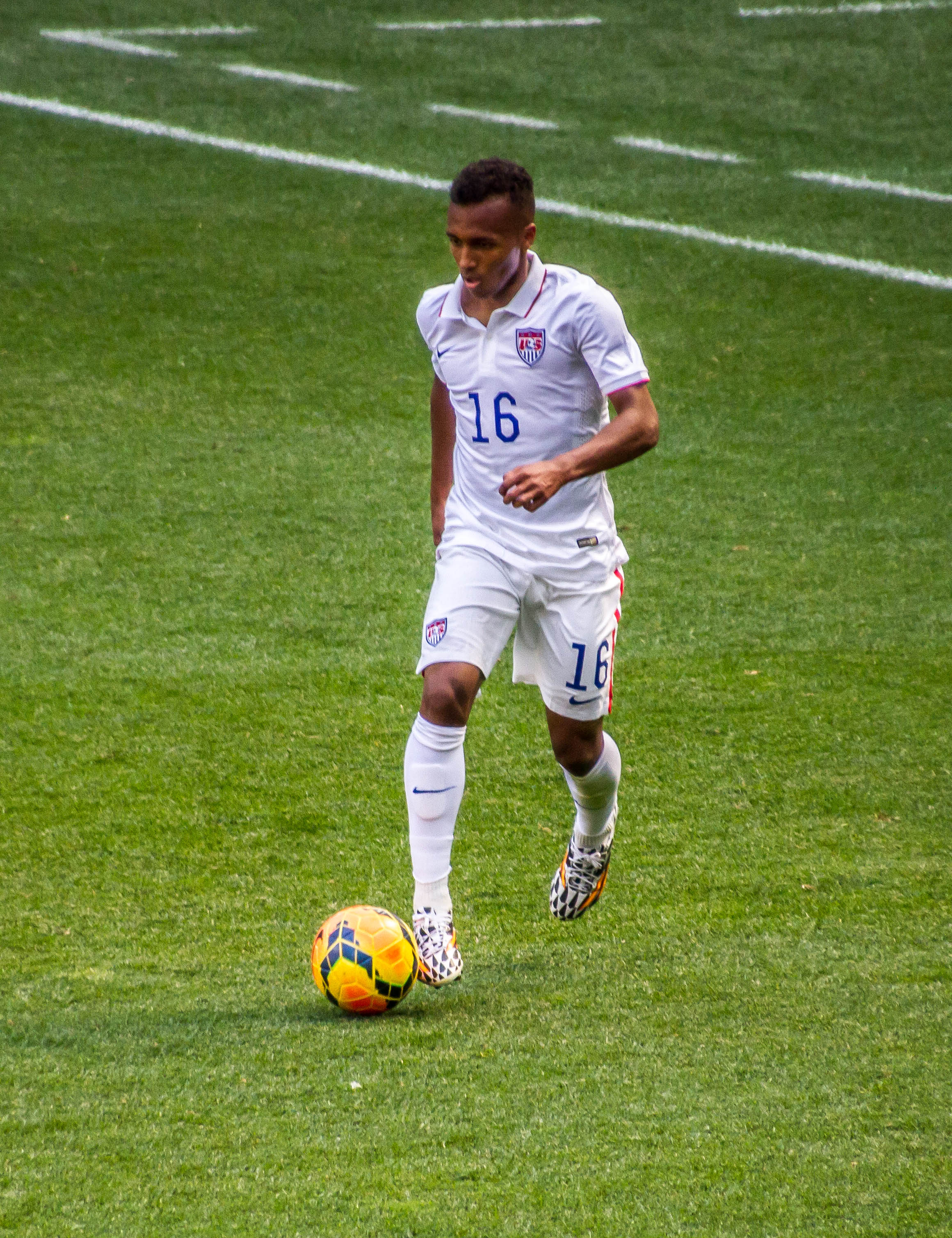
Green im Einsatz für die USA

Green debütierte am 15. Februar 2011 in der deutschen U16-Nationalmannschaft, die in Paphos die Auswahlmannschaft Zyperns mit 4:0 besiegte und erzielte mit dem Treffer zum zwischenzeitlichen 3:0 in der 33. Minute auch sein erstes Länderspieltor. In der Begegnung zwei Tage später, beim 6:0-Sieg erneut gegen die Auswahlmannschaft Zyperns, wirkte er ebenso mit wie in den mit 5:0 und 2:0 gewonnenen Begegnungen am 15. und 17. März 2011 gegen die Auswahlmannschaft Rumäniens.
Für die U17-Nationalmannschaft Deutschlands bestritt er lediglich am 12. und 15. November 2011 zwei Länderspiele, die in Baku mit 3:1 und 4:0 gegen die Auswahlmannschaft Aserbaidschans gewonnen wurden.
Nach einem Länderspiel für die US-amerikanische U18-Nationalmannschaft, für die er sich kurzfristig entschieden hatte, kehrte er wieder zum DFB zurück. Am 14. August 2013 debütierte er für die U19-Nationalmannschaft, die in Groesbeek mit 6:1 gegen die Niederlande gewann. Im November 2013 wurde Green von Jürgen Klinsmann für die A-Nationalmannschaft der Vereinigten Staaten eingeladen. Er sagte seine Teilnahme allerdings ab, da er später entscheiden wolle, ob er künftig für den DFB oder die USSF spielen werde. Im März 2014 teilte Green mit, dass er zukünftig für die US-amerikanische Nationalmannschaft auflaufen wolle: „Das war natürlich eine große Entscheidung und ich habe lange Zeit mit meiner Familie darüber gesprochen. Ich habe tiefe Wurzeln in den USA und bin sehr stolz, die Vereinigten Staaten zu repräsentieren.“
Mit Einwechslung in der 59. Minute für Brad Davis debütierte Green am 2. April 2014 in der A-Nationalmannschaft, die in Glendale 2:2 gegen die Auswahl Mexikos spielte.
Mit fast 19 Jahren wurde er von Jürgen Klinsmann in den Kader für die Weltmeisterschaft 2014 in Brasilien berufen. Im Achtelfinale gegen die Auswahl Belgiens kam er zu seinem dritten Länderspieleinsatz. In seinem ersten WM-Spiel erzielte er mit dem Treffer zum 1:2-Endstand in der 107. Minute auch sein erstes Länderspieltor für die A-Nationalmannschaft.

## Erfolge
- Aufstieg in die Bundesliga: 2017, 2021
  - davon als Meister der 2. Bundesliga: 2017

- FIFA-Klub-Weltmeister: 2013 (ohne Einsatz)
- Regionalliga-Meister: 2014
- Deutscher Meister: 2016 (ohne Einsatz)
- DFB-Pokal-Sieger: 2016 (ohne Einsatz)
- DFL-Supercup-Sieger: 2016 (ohne Einsatz)